# Saponifikacija
Saponifikacija je hidrolitička razgradnja estera uz pomoć lužine (vruće otopine natrijeva hidroksida) na alkohole i karboksilne kiseline. U užem se značenju saponifikacijom naziva hidroliza estera viših masnih kiselina iz biljnih i životinjskih masti, a nastaju trovalentni alkohol glicerol i soli masnih kiselina, tj. sapuni (mila) (esterifikacija).